# Ildebrando Tacconi
Ildebrando Tacconi (Spalato, 1º marzo 1888 – Venezia, 30 aprile 1973) è stato uno storico e critico letterario italiano.

## Vita
Quinto di undici figli (sette femmine e quattro maschi), Ildebrando Tacconi nacque a Spalato da Vincenzo e Francesca Maria Tommaseo, lontana parente del celebre scrittore sebenzano Nicolò Tommaseo. Il padre - medico e per trent'anni direttore dell'ospedale civico di Spalato - era originario di Traù, ove ai primi dell'800 si era trasferito Giuseppe Tacconi, capostipite del ramo dalmata della nobile famiglia Tacconi di Pavia.
L'anno in cui nacque Ildebrando era ancora vivo l'ultimo podestà italiano di Spalato: quell'Antonio Bajamonti a cui Tacconi dedicò in seguito diversi scritti, ricordandolo come uno degli estremi difensori dei dalmati italiani.
Presa la maturità classica nel 1906 al ginnasio cittadino, Tacconi si laureò nel 1912 in lettere moderne (romanze) e in filosofia all'Università di Vienna, dopo aver trascorso un periodo di perfezionamento alla Sorbona di Parigi. Nel 1908 partecipò agli scontri viennesi fra studenti italiani e studenti tedeschi: i primi - fra i quali alcuni dei futuri capi del partito italiano della Dalmazia - manifestavano per l'istituzione di un'università italiana a Trieste, mentre i secondi vi si opponevano. Tacconi ne uscì con una clavicola spezzata. Evitando di recarsi in un ospedale pubblico per timore d'essere arrestato, fu curato alla bell'e meglio dal concittadino medico Carlo Pezzoli, per essere poi rispedito a Spalato dalla famiglia.
A Vienna Tacconi seguì - fra gli altri - le lezioni del Meyer-Lübke e del Rešetar, perfezionando nel contempo la sua conoscenza del serbo-croato, del tedesco e del francese, che parlava e leggeva correntemente. Tacconi era altresì versato nel greco, nel latino, nello spagnolo, nell'inglese e nel russo.
Il suo primo incarico fu quello di docente di italiano e di filosofia al ginnasio di Ragusa (1912-1918), passando in seguito a Spalato. Nel biennio 1918-1920 - nel pieno delle trattative per la definizione dei confini fra il Regno d'Italia e il neonato Regno dei Serbi, Croati e Sloveni (RSCS) - Tacconi s'adoperò in ogni modo per assicurare Spalato all'Italia. A seguito del Trattato di Rapallo (1920), la sua città natale entrò a far parte del RSCS: agli italiani di Dalmazia fu concesso di optare per la cittadinanza italiana senza aver l'obbligo di trasferire la propria residenza, ma gli impiegati pubblici - divenuti stranieri in patria - perdettero il lavoro: Tacconi si trasferì di conseguenza al ginnasio di Zara, come docente di lingua francese.
A partire dalla fine del 1922, Tacconi iniziò il suo lungo periodo di direzione de «La Rivista Dalmatica», che in brevissimo tempo divenne la principale pubblicazione dedicata ad ogni aspetto culturale, artistico e storico della regione, con un chiaro indirizzo irredentista.
Piegata in pochi giorni la Jugoslavia a seguito dell'invasione da parte delle potenze dell'Asse, Tacconi accettò la carica di commissario straordinario del governo italiano per il distretto di Spalato: fu insediato il 21 aprile 1941, alla presenza del commissario civile per la Dalmazia Athos Bartolucci, del generale Francesco Zingales (comandante del Corpo d'Armata celere che aveva occupato la Dalmazia), del senatore Antonio Tacconi (fratello di Ildebrando), del consigliere nazionale Nicolò Luxardo (zaratino), del presidente della provincia di Zara Antonio Arneri, del podestà di Zara Giovanni Salghetti e del capo del personale del PNF, Paolo Gianfelice. Pochi giorni dopo, Antonio Tacconi venne nominato commissario civile del comune di Spalato: pur ritenendo l'annessione all'Italia della Dalmazia come l'inverarsi degli antichi ideali degli autonomisti dalmati, creando un'impropria connessione fra questi ultimi e l'imperialismo fascista, Ildebrando Tacconi condusse il suo incarico con equilibrio, terminato il quale si spostò nuovamente a Zara, ove divenne preside dell'Istituto Tecnico Commerciale «Francesco Rismondo».

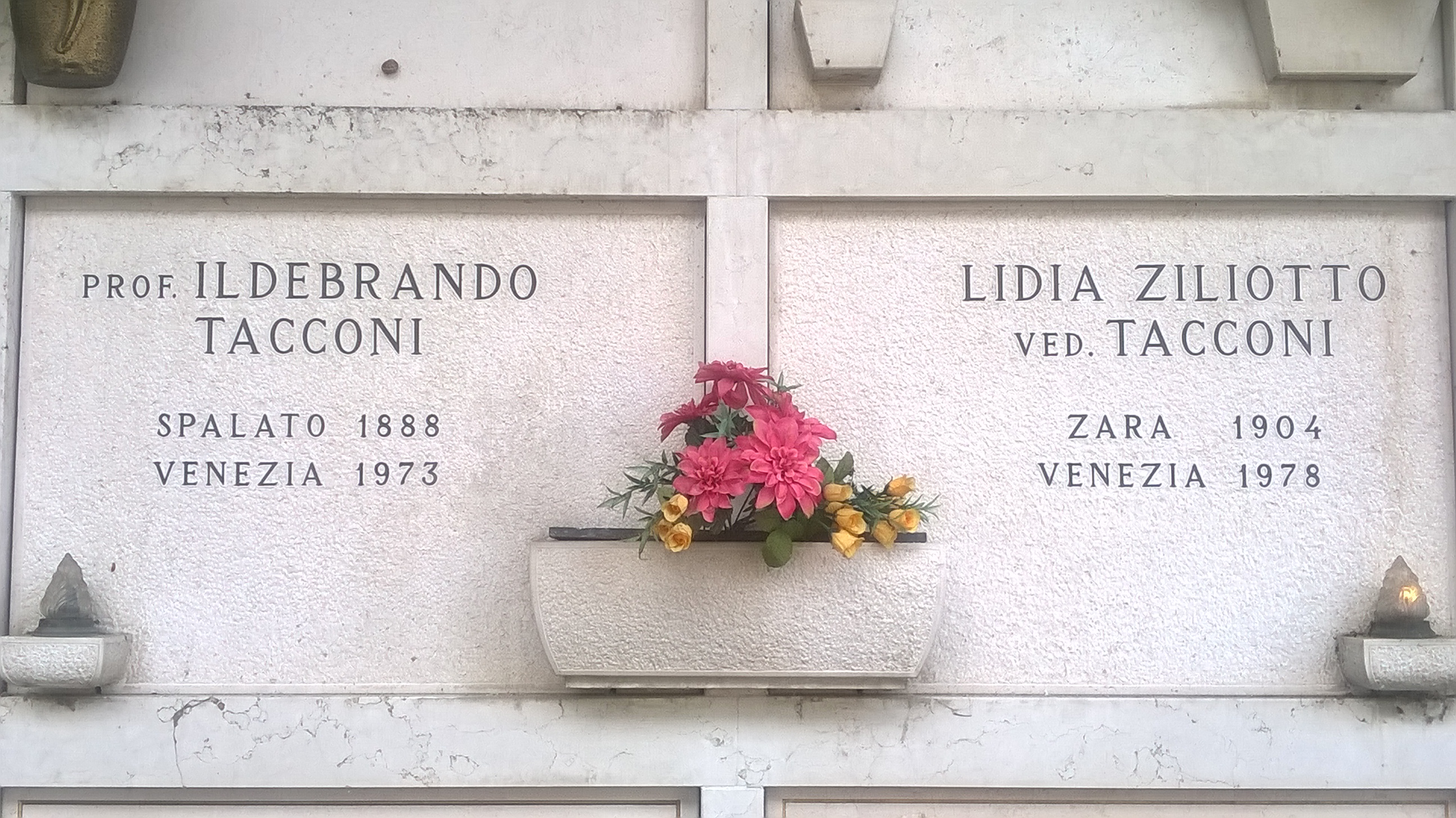
La tomba di Ildebrando Tacconi a Lido di Venezia. Accanto a lui la moglie Lidia, figlia di Luigi Ziliotto

Rifugiatosi a Venezia per sfuggire ai bombardamenti alleati su Zara, tornò a rischio della vita nella capitale della Dalmazia per effettuare le consegne della Cassa e dei documenti dell'Istituto, definitivamente spostandosi a Venezia prima dell'ingresso delle truppe jugoslave in città (31 ottobre 1944). A Venezia continuò la sua carriera scolastica come preside: prima all'Istituto Magistrale «Nicolò Tommaseo» e infine all'Istituto Tecnico Commerciale «Paolo Sarpi», andando in pensione nel 1958.
Fu membro del comitato direttivo della Società Dalmata di Storia Patria fin dalla fondazione (1926), socio effettivo dell'Ateneo Veneto, socio onorario dal 1949 ad effettivo dal 1958 della Deputazione di Storia Patria per le Venezie, nonché socio corrispondente della Società di Minerva di Trieste.
Ildebrando Tacconi morì a Venezia il 30 aprile 1973.

## Opere

Copertina de «La Rivista Dalmatica» del marzo del 1939.

Ildebrando Tacconi fu uno degli ultimi epigoni della dalmaticità italiana autoctona. Autore prolifico, s'interessò di storia, arte, filosofia, letteratura ed attualità, mettendosi al servizio dell'idea di "italianità della Dalmazia" oramai apertamente trasformatasi dall'antico autonomismo nel ben diverso irredentismo nazionalista italiano, teso a dimostrare la primogenitura latina della regione.
A quest'idea dedicò tutto sé stesso: preferì rimanere ad insegnare nelle scuole medie superiori della sua terra piuttosto che accettare la cattedra di Slavistica, che un'università italiana gli offrì negli anni '30.
Il tema cui i suoi scritti si rivolgono ruotò quasi esclusivamente attorno alla Dalmazia. La forma esclusiva dei contributi di Tacconi rimase sempre quella dell'articolo specialistico: non si cimentò quindi mai in opere di più ampio respiro, probabilmente per poter pubblicare i suoi scritti ne «La Rivista Dalmatica», dedicataria esclusiva dell'intera sua produzione anche quando alcuni saggi erano nati inizialmente per altri scopi, come per esempio delle conferenze pubbliche, poi riadattate per la stampa.

### La Dalmazia e l'Italia
Vera e propria summa del pensiero del Tacconi fu un ampio articolo dal titolo Contributo della Dalmazia alla vita e alla cultura italiana: apparso in una prima versione nel 1941, in coincidenza con l'occupazione della Dalmazia da parte delle truppe italiane, venne in seguito ripreso e molto ampliato nel 1966. In questo saggio viene articolata la tesi della "tradizione vigorosamente latina" che accomuna la sua regione natale alla penisola. Ogni aspetto viene analizzato: dall'analisi della presenza della chiesa cattolica in Dalmazia alla lingua, dalla presentazione degli scrittori latini a quella degli scrittori italiani, dalla storia all'arte, dagli apporti scientifici alla stampa periodica. La finalità del Tacconi è quella di mantenere viva - in un afflato apertamente irredentista - la memoria di vicende e personaggi altrimenti dimenticati dagli italiani o addirittura "lasciati" alla Croazia con "sacrificio":
(Ildebrando Tacconi, Contributo della Dalmazia alla cultura italiana, 1966)

### Scritti filosofici
Il tema filosofico occupò una parte importante degli scritti di Tacconi, in modo particolare nel primo periodo della sua vita di studioso (dall'inizio degli anni '20 al 1943). In quest'ambito rientrano i suoi saggi sullo spalatino Giorgio Politeo (1924) e sul comisano Antonio Petrich (1927-1928). Tacconi si confrontò spesso col pensiero e le opere del raguseo Ruggero Giuseppe Boscovich (vari saggi fra il 1928 e il 1937, con una ripresa fra il 1959 e il 1960), da lui considerato il massimo pensatore della Dalmazia. All'opera dei ragusei Benedetto Stay e Nicolò Vito di Gozze Tacconi dedicò svariati scritti negli anni '30, mentre sull'opera del matematico traurino Albino Nagy si concentrò in due diversi numeri de «La Rivista Dalmatica» fra il 1933 e il 1934.

### Scritti sull'arte e sugli artisti dalmati
Tacconi scrisse una trentina di articoli su diversi artisti della sua terra, dai più remoti (Radovan, Giovanni Dalmata, Andrea Alessi ecc.) ai suoi contemporanei (Bruno de Bersa, Tullio Crali, Roberto Ferruzzi ecc.). Oltre all'analisi dell'opera di questi artisti, a Tacconi preme connetterli al mare magno della cultura e dell'arte italiana: un tema classico nel milieu culturale dalmata a cavallo fra la seconda metà del XIX secolo e la prima metà del XX, ove intellettuali croati e italiani producevano diversi testi apertamente irredentisti a supporto della propria storia nazionale.

### Scritti storici e cronache contemporanee
La particolare angolazione visiva di Tacconi lo rende un autore imprescindibile per l'analisi del periodo irredentista dei dalmati italiani: la storia per Tacconi non è mai solo l'analisi scientifica delle fonti, ma persegue lo scopo preciso e dichiarato d'essere funzionale agli scopi nazionali della sua gente, appartenente alla patria italiana. Le decine di scritti di carattere storico o cronachistico presentano quindi sempre di fondo questa finalità, sia che si parli di un qualsiasi periodo della storia dalmata che apertamente di irredentismo adriatico.
Una notevole mole di lavori è dedicata ai rapporti fra l'Italia e la Dalmazia: sia nella cultura che nella politica, con innumerevoli accenni ai personaggi apertamente italiani della costa orientale dell'Adriatico, quali (in ordine alfabetico) Arnolfo Bacotich, Antonio Bajamonti, Antonio Cippico, Arturo Colautti, Alessandro Dudan, Vincenzo Fasolo, Roberto Ghiglianovich, Natale Krekich, Pier Alessandro Paravia, Giuseppe Praga, Oscar Randi, Francesco Rismondo, Giuseppe Sabalich, Nicolò Trigari, Luigi Ziliotto e altri; o legati alla storia di quelle terre, come (in ordine alfabetico) Bruno Coceani, Gabriele D'Annunzio (apertamente lodato dal Tacconi in diversi articoli), Giovanni Giuriati, Enrico Millo e altri.
Altro tema particolarmente caro a Tacconi fu quello dei rapporti fra Italia e Jugoslavia, e più in generale fra gli italiani e gli slavi nelle terre dell'Adriatico orientale. Le critiche di Tacconi si spartiscono equamente nella denunzia della politica italiana troppo accondiscendente (a suo dire) nei confronti dei vicini jugoslavi, e contemporaneamente nella denunzia dell'aggressività genericamente jugoslava e specificamente croata (sempre a suo dire) contro l'Italia e contro la memoria della presenza italiana in Istria, a Fiume e in Dalmazia.

### Scritti di letteratura e linguistica
Un'amplissima parte degli scritti di Tacconi è dedicata alla letteratura. La netta maggioranza di questa produzione è dedicata ad autori dalmati, dei quali spesso il Tacconi fu il primo esegeta: accanto ai ben più noti Giovanni Francesco Biondi, Savino de Bobali, Elio Lampridio Cerva, Arturo Colautti, Stefano Gradi, Adolfo Mussafia, Pier Alessandro Paravia, Giuseppe Sabalich, Antonio Veranzio ed altri, stanno quindi i vari Nicolò Alberti, Antonio Chersa, Giovanni Tonco Marnavić, Cristoforo Negri, Simeone Selimbrio, Mariano Bolizza, Francesco Chimieleschi, Giovanni Petreo, Natale Piasevoli ed altri. Oltre ai precedenti - che hanno scritto solo o prevalentemente in lingua latina o italiana, Tacconi si occupò di alcuni dei massimi scrittori dalmati di lingua croata, come Giovanni Francesco Gondola o Marco Marulo, in genere per cercare di connetterli alle principali correnti letterarie italiane delle loro epoche. Oltre a questi, Tacconi scrisse anche di autori dalmati croati o comunque jugoslavi riconoscendone la loro appartenenza a quel mondo linguistico-nazionale, come Milan Begović, Marino Darsa, Mirko Deanović, Vladan Desnica, Andrija Kačić Miošić, Petar Kolendić, Annibale Lucio, Vladimir Nazor, Josip Torbarina e altri.
Un capitolo particolare della produzione critico-letteraria di Tacconi è quello legato agli autori francesi: oltre ad alcuni dei massimi scrittori o poeti di quel paese, quali Balzac, Baudelaire o Verlaine, Tacconi fu il primo italiano a scrivere un saggio sul poeta Jehan Rictus (1867-1933), dieci anni prima ch'egli morisse.
Nell'ambito della sua produzione nel campo della critica letteraria, Tacconi scrisse anche un saggio su Dante (1922) e due su Goldoni, anche se questi ultimi in relazione alla loro interpretazione da parte di altri autori dalmati.
Del tutto singolare appare invece il primo scritto di Tacconi: un articolo dal titolo «Dal Romanticismo al Simbolismo» (1922) nato come testo di conferenza e poi ampliato per la pubblicazione su «La Rivista Dalmatica», nel quale risalta una notevole erudizione ed un'angolazione interpretativa del tema a partire da considerazioni prevalentemente storiche e filosofiche.
Una decina di articoli della vasta produzione di Ildebrando Tacconi affronta questioni linguistiche: l'oggetto di studio è in assoluta prevalenza ancora una volta legato alla sua terra natale. C'è quindi una breve analisi della letteratura slava della Dalmazia nel suo citato saggio sul «Contributo della Dalmazia alla Cultura italiana» (1966), ma svariati sono i passaggi sulle lingue e i dialetti in Dalmazia, sia italiani che slavi. Oltre a ciò, vengono di volta in volta presentati alcuni temi di carattere linguistico trattati da altri studiosi quali Francesco Maria Appendini, Matteo Bartoli, Arturo Cronia, Giovanni Maver, Carlo Tagliavini e altri.

### Niccolò Tommaseo
Un particolare posto nella produzione tacconiana è riservato al dalmata Nicolò Tommaseo. Il primo saggio a lui dedicato fu l'elaborazione della conferenza pubblica «Niccolò Tommaseo gloria di Dalmazia!» (1923). Nel 1941 pubblicò l'ampio articolo «Attualità di Nicolò Tommaseo», cui fecero seguito - prima della fine della guerra - altri tre scritti dal titolo «Per un ritratto "poco noto" di Nicolò Tommaseo», «Ancora per un ritratto "poco noto" di Nicolò Tommaseo» e «Ancora sempre per un ritratto di Nicolò Tommaseo» (1942-1943). Tornò sul personaggio nel 1953 con «Il dalmata Niccolò Tommaseo», poi ancora nel 1963 con «Ancora Prezzolini, Tommaseo e la Dalmazia» e nel 1971 con «Due lettere, due anni di storia». Negli anni, il Tacconi aveva recensito diverse nuove o vecchie edizioni del letterato di Sebenico. Per Tacconi Niccolò Tommaseo è la quintessenza di ciò che si può definire «patriota dalmata»: vero dalmata e in quanto tale vero patriota; legato alla sua lingua, alle sue tradizioni, alla sua storia, alla realtà del suo tempo, alla memoria di Venezia. Un lottatore retto e indefesso. La produzione letteraria di Tommaseo fu vastissima: la sua idea di "patria dalmata" e l'utilizzo anche della lingua slava per una piccola parte della sua produzione poetica ha permesso nel tempo ai croati di inserirlo anche nell'alveo della storia della letteratura di quel paese: ciò scatenò in Tacconi una furiosa reazione, condita di accuse di falso ed appropriazione delle glorie nazionali italiane da parte dei croati, acuitasi negli ultimi articoli della sua produzione, quando l'animo di Tacconi era esacerbato e deluso per la perdita della propria città natale (Spalato) e di quella elettiva (Zara), al termine di una lunga lotta fra italiani e croati della quale si era sempre sentito parte attiva.

## Lascito
La figura e le opere di Ildebrando Tacconi hanno contraddistinto l'ultima fase della storia dell'irredentismo culturale dalmata, condotta da studiosi locali autoctoni al fine di sollecitare e favorire l'annessione delle proprie terre natali all'Italia.
Nonostante il passare dei decenni, svariati studi di Tacconi risultano però ancora regolarmente citati da storici e letterati sia italiani che croati.
Nel 1994 il figlio Vanni - a sua volta autore di svariati saggi di storia dalmata - curò la pubblicazione dell'opera omnia di Ildebrando Tacconi in un unico volume, significativamente intitolato «Per la Dalmazia con amore e con angoscia», con un saggio introduttivo di Francesco Semi e una prefazione di Aldo Duro, che fu suo allievo nel ginnasio-liceo «Gabriele d'Annunzio» di Zara.

## Premi a suo nome
- Premio Antonio e Ildebrando Tacconi, su istitutoveneto.it.